# سیوزانا ملیکیان
سیوزانا ملیکیان (ارمنی: Սյուզաննա Մելիքյան; انگلیسی: Siouzana Melikián؛ زادهٔ ۱۴ اوت ۱۹۸۶) یک بازیگر تله‌نوولا و بازیگر سینما ارمنی‌تبار اهل مکزیک است. وی از سال ۲۰۰۵ تا کنون فعالیت می‌کند.

## زندگی‌نامه
او در ۱۴ اوت ۱۹۸۶ در جمهوری سوسیالیستی شوروی اوکراین در شهر دونتسک در خانواده کارگر در سیرک به دنیا آمد . قبل از اینکه با خانواده اش به مکزیک برود، اولین سال های زندگی خود را در مسکو گذراند و در آنجا ژیمناستیک و باله خواند.